# Бинфорд, Льюис
Льюис Роберт Бинфорд (англ. Lewis R. (Roberts) Binford; 21 ноября 1931, Норфолк, Виргиния — 11 апреля 2011) — американский археолог, известный как лидер движения «Новой археологии» в 1950—1960-е годы.
Доктор философии (1964).
Почётный профессор антропологии в отставке (эмерит) Южного методистского университета, член НАН США (2001), членкор Британской академии (1997).

## Биография
Вырос в сельской местности на атлантическом побережье Вирджинии. Его семья зарабатывала плотничьими работами, и он сам некоторое время занимался бизнесом в этой сфере. Интерес к антропологии появился у него, когда он работал переводчиком в частях армии США, размещённых на японском острове Окинава.
Получил степень бакалавра искусств в Университете Северной Каролины в Чапел-Хилле, и степени магистра искусств и доктора философии (1964) в Мичиганском университете. Среди его сокурсников там был антрополог Роберт Карнейро; на них обоих несомненное влияние оказал Лесли Уайт. Впоследствии Бинфорд рекомендательно направит в Мичиганский университет учиться в аспирантуру занимавшегося у него в Чикагском ун-те Р. Келли.
В течение 23 лет Бинфорд занимал должность профессора в Университете Нью-Мексико (учился у него там Кеннет Эймс), после чего в 1991 г. поступил работать на один из факультетов Южного методистского университета. В статье в ноябрьско-декабрьском выпуске журнала Scientific American за 1999 г. о Бинфорде пишут как о «вероятно, наиболее влиятельном археологе своего поколения».
В 2000 г. получил степень почётного доктора Лейденского университета за свою роль в разработке научных методов в археологии.

## Вклад в археологическую методологию
В основном известен в связи со своим вкладом в археологическую теорию и продвижение исследований на границе археологии и этнографии. Выдвинул ряд идей, на основе которых в 1960-е гг. сформировалась процессуальная археология. Бинфорд и его сторонники утверждали, что в археологии необходимо переместить акцент на применение строго научной методики и гипотетико-дедуктивный метод. Бинфорд уделял большое внимание обобщениям и способам, которыми люди взаимодействуют со своей экологической нишей, определяя таким образом культуру как внетелесное (extrasomatic) средство адаптации. Этот взгляд отражает идеи научного руководителя его докторской диссертации Лесли Уайта (Leslie White). Работы Бинфорда в значительной мере были реакцией на подход школы культурно-исторической археологии, предшествовавший появлению процессуальной археологии. Длительное время движение «Новая археология» рассматривалось как революция в археологической мысли, но с начала XXI в. его всё чаще рассматривают как результат относительно постепенного изменения приоритетов в археологии, благодаря вновь возросшему вниманию к ранее забытой книге «Изучение археологии» (A Study of Archeology) Уолтера Тэйлора, которого сам Льюис считал для себя авторитетом.
Бинфорд участвовал в ряде дискуссий, получивших широкую огласку. В частности, он спорил с Джеймсом Сэкетом (James Sackett) о природе и назначении стиля, с Иэном Ходдером — о символизме и методологии. Он дискутировал с рядом исторических школ — в частности, пост-процессуальной археологии, бихевиористов, символической и постмодернистской антропологии. Также известна его дружеская дискуссия с французским антропологом и писателем-фантастом Франсуа Бордом по поводу интерпретации мустьерских памятников, которая легла в основу ряда его теоретических публикаций. Борд интерпретировал различия мустьерских орудий как свидетельство наличия различных племён, тогда как Бинфорд — в духе функционального различия этих орудий.
Последняя книга Бинфорда, «Constructing Frames of Reference» (2001), редактировалась Нэнси Стоун (Nancy Stone).

## Супружество
В течение многих лет Льюис Бинфорд был женат на Салли Бинфорд, которая сама была известным антропологом и археологом. Салли сыграла значительную роль в его профессиональном росте. В частности, она участвовала в написании нескольких его книг, в том числе его важнейшей антологии «Новые перспективы археологии» (New Perspectives In Archaeology). Как вспоминала сама Салли,
Он был исключительно одарённым человеком, но не мог написать и одного связного предложения — то есть с подлежащим и сказуемым. То, что он писал, было невозможно произнести вслух. Моей работой в браке было переводить на английский то, что Лью написал… Я обычно старалась увести его от чересчур спекулятивных взглядов и помочь ему найти данные в обоснование его более разумных взглядов, и затем помогала изложить эти взгляды понятным английским языком.
Салли Бинфорд сыграла важную роль в американском феминистском движении. Она пропагандировала сексуальное раскрепощение и сама была его примером, поскольку была открыто бисексуальной. Незадолго до 70 летия Салли Бинфорд, в то время уже разведённая с Льюисом Бинфордом, покончила жизнь самоубийством, сообщив друзьям в письмах, что хочет остаться навсегда 69-летней.

## Избранные сочинения
- Constructing frames of reference:an analytical method for archaeological theory building using hunter-gatherer and environmental data sets Berkeley: University of California Press, (2001) ISBN 0520223934
- Debating Archaeology San Diego: Academic Press, (1989) ISBN 0121000451
- Faunal Remains from Klasies River Mouth (1984) ISBN 0-12-100070-2
- In Pursuit of the Past: Decoding the Archaeological Record (1983) ISBN 0-520-23339-5
- Bones, Ancient Men and Modern Myths (1981) ISBN 0-12-100035-4
- Nunamiut Ethnoarchaeology (1978) ISBN 0-12-100040-0
- An archaeological perspective New York: Seminar Press, (1972) ISBN 0128077506
- New Perspectives in Archaeology (1968) ISBN 0-202-33022-2
- Archaeology as Anthropology (1963)